# Мгеладзе, Илларион Виссарионович
Илларион Виссарионович Мгеладзе (груз. ილარიონ ბესარიონის ძე მგელაძე) (псевдоним — Илья Вардин) (1890, Акети, ныне Ланчхутский муниципалитет — 27 июля 1941) — советский литератор, критик, публицист, политический деятель.

## Биография
Член РСДРП с 1906 года. Участвовал в революционной работе на Кавказе. В 1910 году — член Московского Комитета РСДРП. Активно участвовал в работе РСДРП(б) в Саратове. Был редактором саратовской газеты «Социал-Демократ». В 1917 году — член бюро Саратовского Губернского Комитета РСДРП(б). В 1918 году — член бюро Петроградского Комитета РСДРП(б). В период обсуждения Брестского мира — «левый коммунист». В 1918 году был редактором петроградской газеты «Вооруженный народ». В 1919 году — член бюро Московского Комитета РСДРП(б). В этот период публиковался в газетах ЦК РСДРП(б) — «Правда» и «Известия». В годы гражданской войны — начальник политического отдела первой конной армии РККА под командованием Будённого. В 1920 году — член бюро Киевского Губернского Комитета РКП(б). В 1921 году — уполномоченный референт ВЧК РСФСР. С марта 1922 — заведующий подотделом печати ЦК РКП(б). Одновременно — редактор еженедельника Агитпропа ЦК ВКП(б) «Красная печать», секретарь РАПП, с 1923 года политредактор журнала «На литературном посту». Один из организаторов группы «Октябрь». В 20-х годах поддерживал дружеские отношения со многими известными писателями и поэтами.

По характеристике Фурманова, Вардин 
«промалчивает там, где это выгодно, под чем угодно и в какой угодно формулировке подпишется, даже, если надо — против себя выступает».
В 1923—1924 гг. — активно боролся с «левой оппозицией». С 1925 года — сам активный участник «левой оппозиции», за что снят с ленинградских постов и направлен на работу в Орловский губком ВКП(б). В декабре 1927 года решением XV съезда ВКП(б) был исключен из партии, как активный член «троцкистской оппозиции». В 1928 году восстановлен в членстве в ВКП(б). В 1935 году репрессирован — вторично исключен из ВКП(б) и арестован, приговорён к 10 годам тюремного заключения. В 1941 году расстрелян. Реабилитирован 28 марта 1959 года.

## Семья
- Первая жена — Эмма Рейновна Петерсон (1883—1937), работала в Коминтерне, профессор, знала несколько языков. Была осуждена выездной сессией Военной Коллегии Верховного Суда СССР 13 марта 1937 года по ст. ст. 58-8 и 58-11 УК РСФСР и приговорена к расстрелу с конфискацией имущества. Реабилитирована в 1958 году[3].
  - Сын — саксофонист Леонид Илларионович Петерсон (22.07.1917 — ум. 1980). Был арестован как член семьи врага народа, пять лет просидел в тюрьме, а когда началась война, ушел на фронт. Реабилитирован был одновременно с матерью. Известен как изготовитель лучших в СССР («петерсоновских») мундштуков для саксофонов.
    - Внук — Юрий Леонидович Петерсон (24 апреля 1947, Рига — 5 сентября 2019, Москва) — советский и российский музыкант, певец, композитор. Солист ВИА «Весёлые ребята», ВИА «Самоцветы» и ВИА «Пламя»[4]. У него сын — Ян Петерсон, звукорежиссер.
    - Внучка — Надежда Леонидовна Петерсон, выпускница исторического факультета Московского Государственного Университета, работающая в США, в Иллинойском университете. Написала книгу о дедушке, где доказала на основании подлинников протоколов допросов, что он никого не оговорил и остался стойким до конца[5].
- Вторая жена — Татьяна Петровна Сокольникова (позднее Вардина-Мгеладзе), работала в издательствах, автор воспоминаний[6][7]

## Сочинения
- Вардин И. Ворошилов: Рабочий вождь Красной армии. — М.; Л.: Госиздат, 1926.
- Вардин И. Краткая история партии коммунистов. — М.: Госиздат, 1920.
- "Правда" и ликвидаторство // Путь "Правды": материалы и воспоминания. К десятилетнему юбилею. 1912 - 1922, 1923
- Советская печать (1922 - 1923 гг.) (сб. ст.), 1924.
- Майский праздник коммунизма (Первое Мая), 1919
- Вардин И. Политические партии и русская революция. — М.: Красная новь, 1922.
- Российский пролетариат и мировая война, 1924
- Вардин И. Партия меньшевиков и русская революция. — М.: Красная новь, 1922.
- Эсеровские убийцы и социал-демократические адвокаты, 1922
- Большевизм после октября, 1925
- Пресса большевизма, 1925
- Эпоха войн и революций, 1925
- Великая Октябрьская революция, 1919
- Большевистский съезд без Ленина (О XIII Съезде РКП), 1925